# Lažany (Radenín)
Lažany (německy Laschan) jsou malá vesnice, část obce Radenín v okrese Tábor v Jihočeském kraji. Nachází se asi 3,5 kilometru severně od Radenína. Je zde evidováno 31 adres. V roce 2011 zde trvale žilo 44 obyvatel.
Lažany leží v katastrálním území Lažany u Chýnova o rozloze 3,82 km².

## Historie
První písemná zmínka o vesnici pochází z roku 1250.

## Obyvatelstvo
| Rok            | 1869 | 1880 | 1890 | 1900 | 1910 | 1921 | 1930 | 1950 | 1961 | 1970 | 1980 | 1991 | 2001 | 2011 | 2021 |
| -------------- | ---- | ---- | ---- | ---- | ---- | ---- | ---- | ---- | ---- | ---- | ---- | ---- | ---- | ---- | ---- |
| Počet obyvatel | 183  | 209  | 216  | 218  | 181  | 157  | 169  | 109  | 101  | 87   | 72   | 51   | 43   | 44   | 52   |
| Počet domů     | 18   | 23   | 29   | 29   | 28   | 28   | 29   | 30   | 26   | 23   | 22   | 28   | 31   | 33   | 33   |

## Obecní správa
Při sčítání lidu v letech 1850–1920 Lažany byly osadou obce Záhostice v okrese Tábor. V letech 1921–1960 byly samostatnou obcí v okrese Tábor. V letech 1961–1975 byly částí obce Hroby v okrese Tábor. Od 1. ledna 1976 jsou částí obce Radenín v okrese Tábor.

## Pamětihodnosti
- Boží muka
- Kaplička

## Fotogalerie

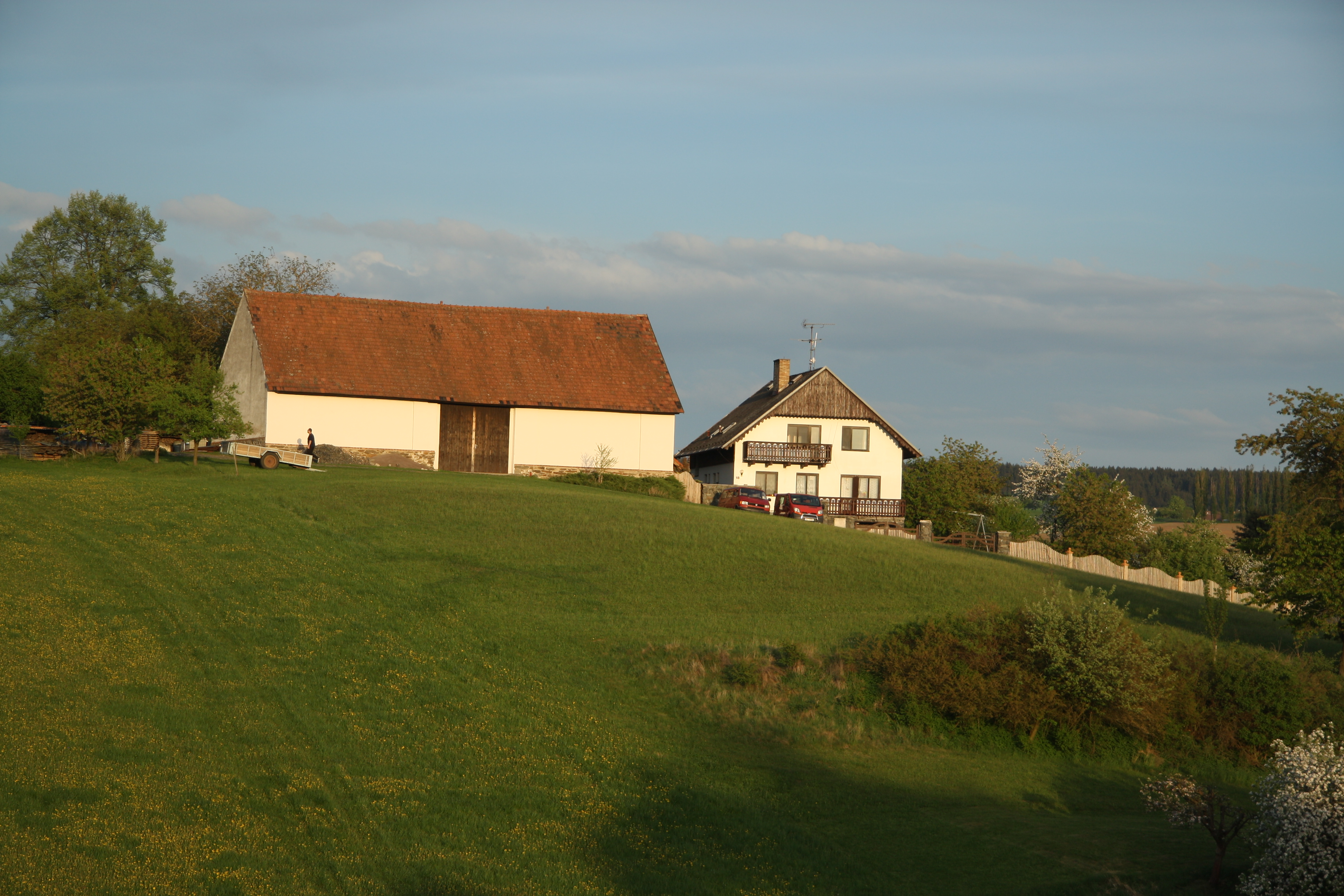
Stavení
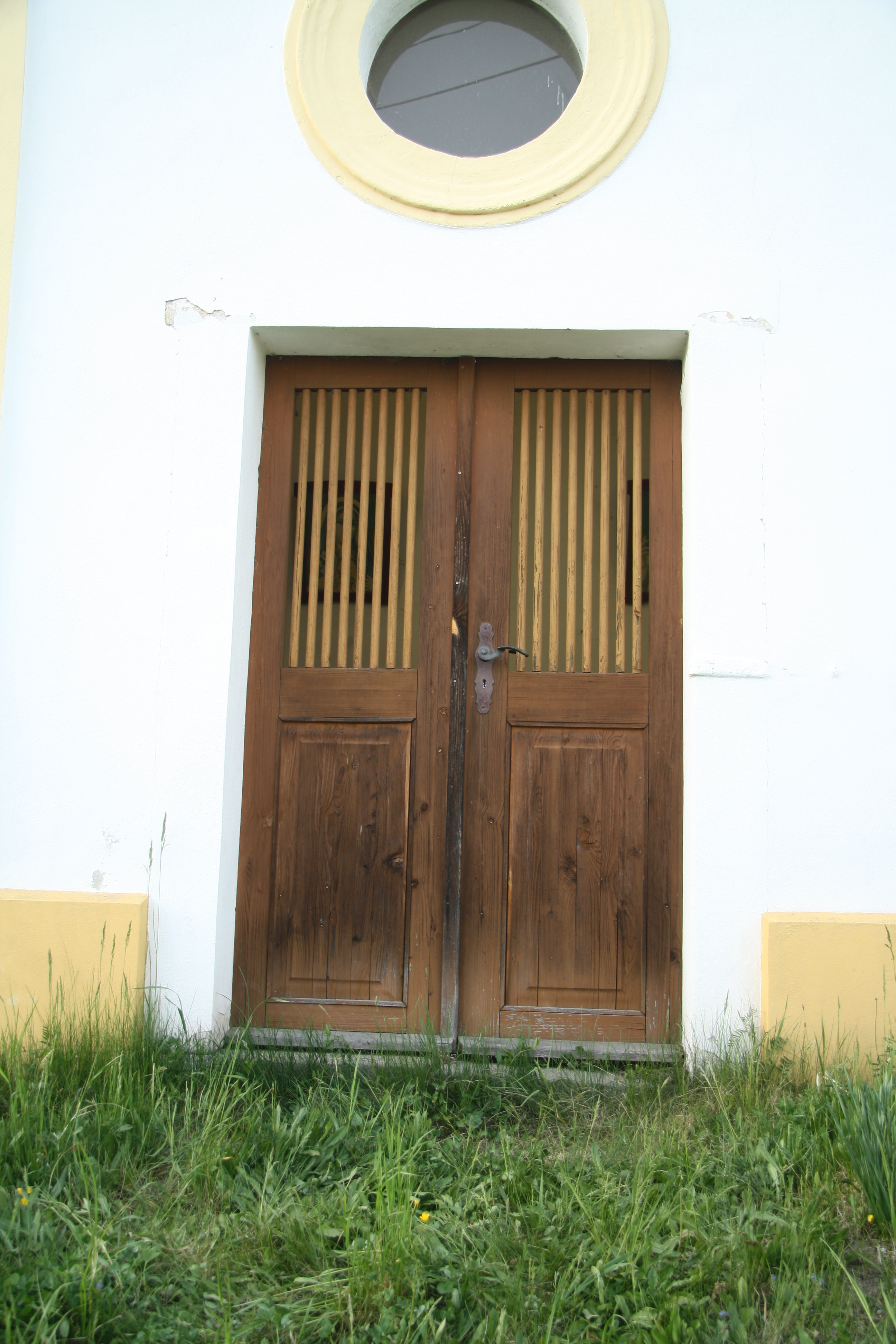
Dveře kaple
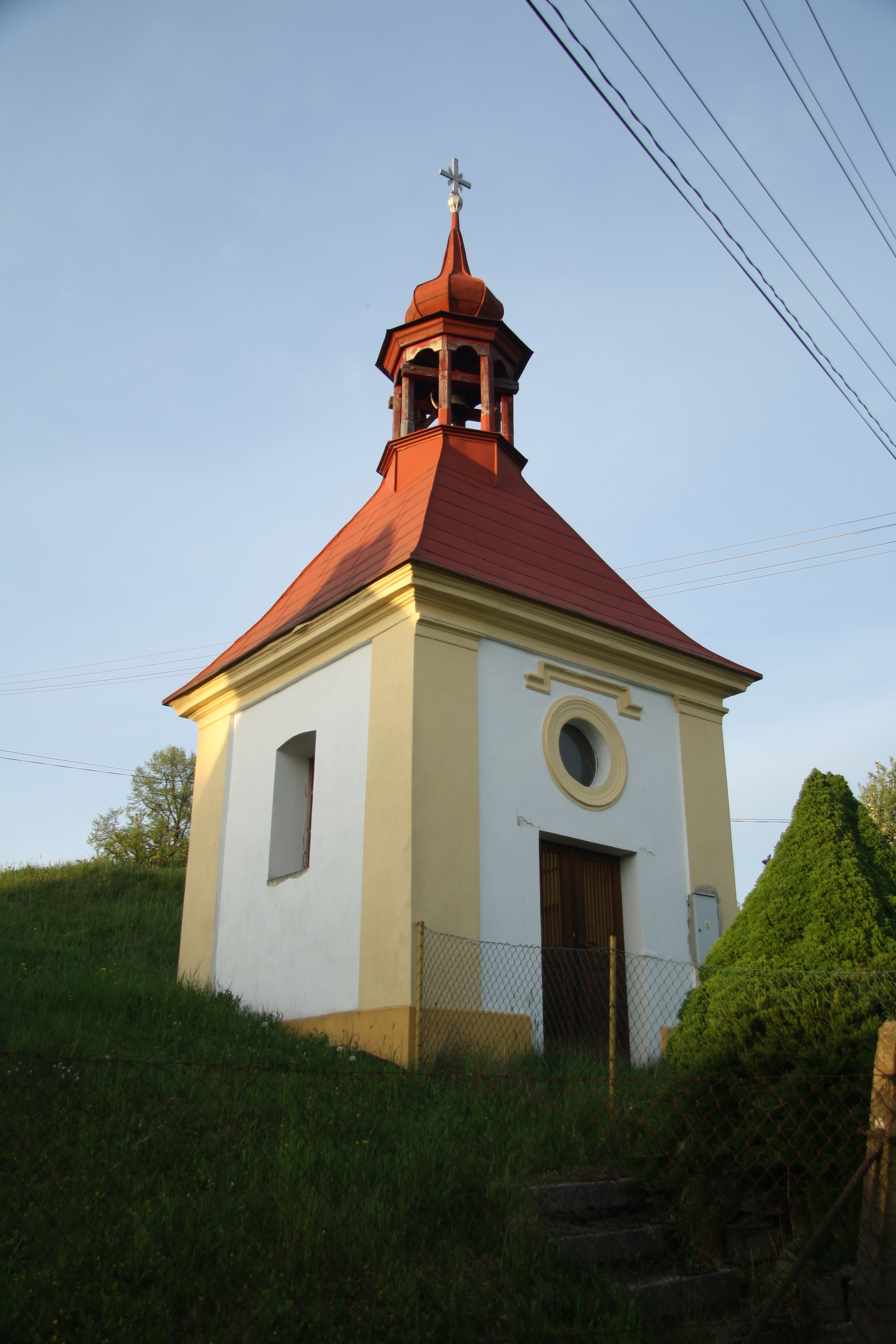
Kaple
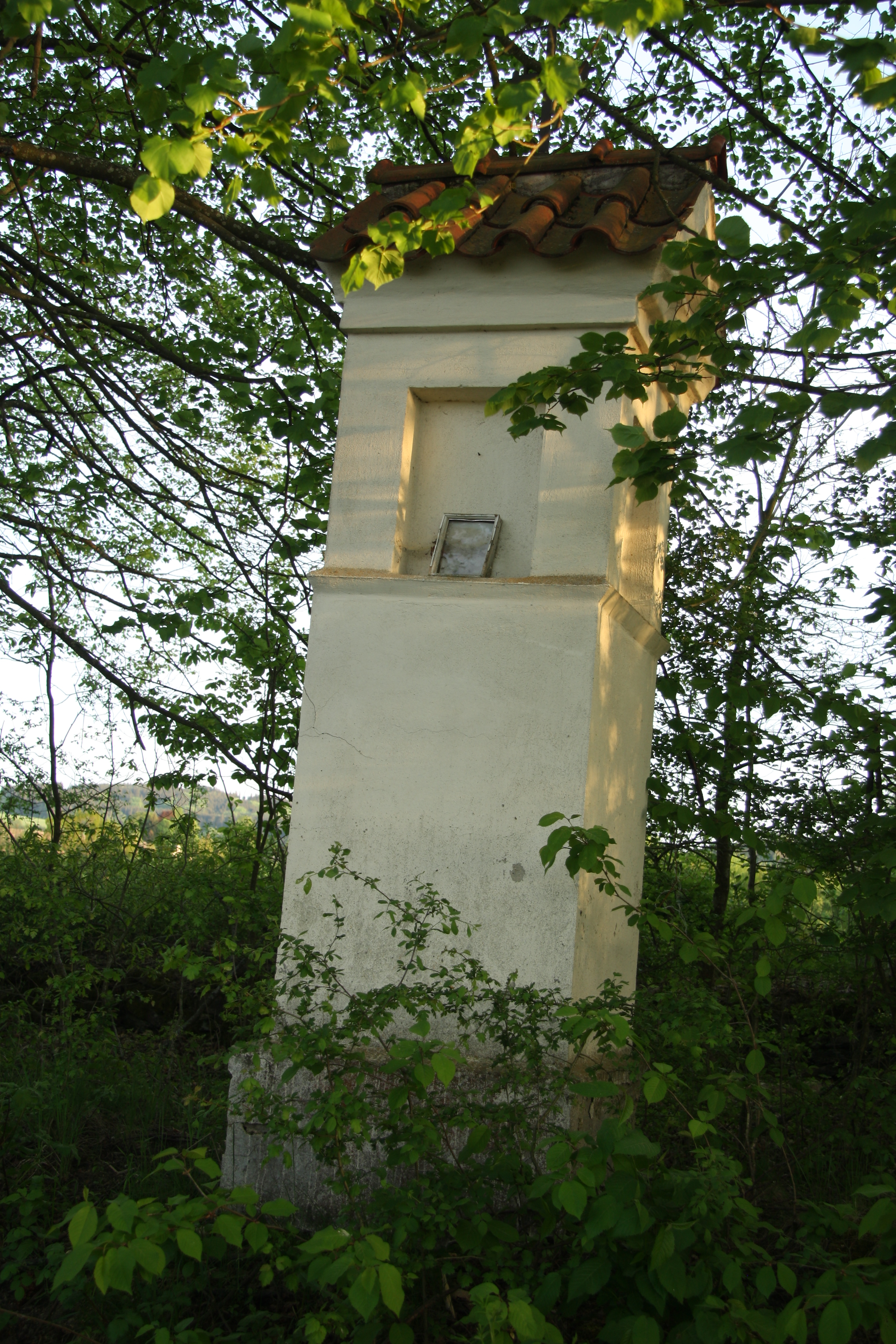
Boží muka
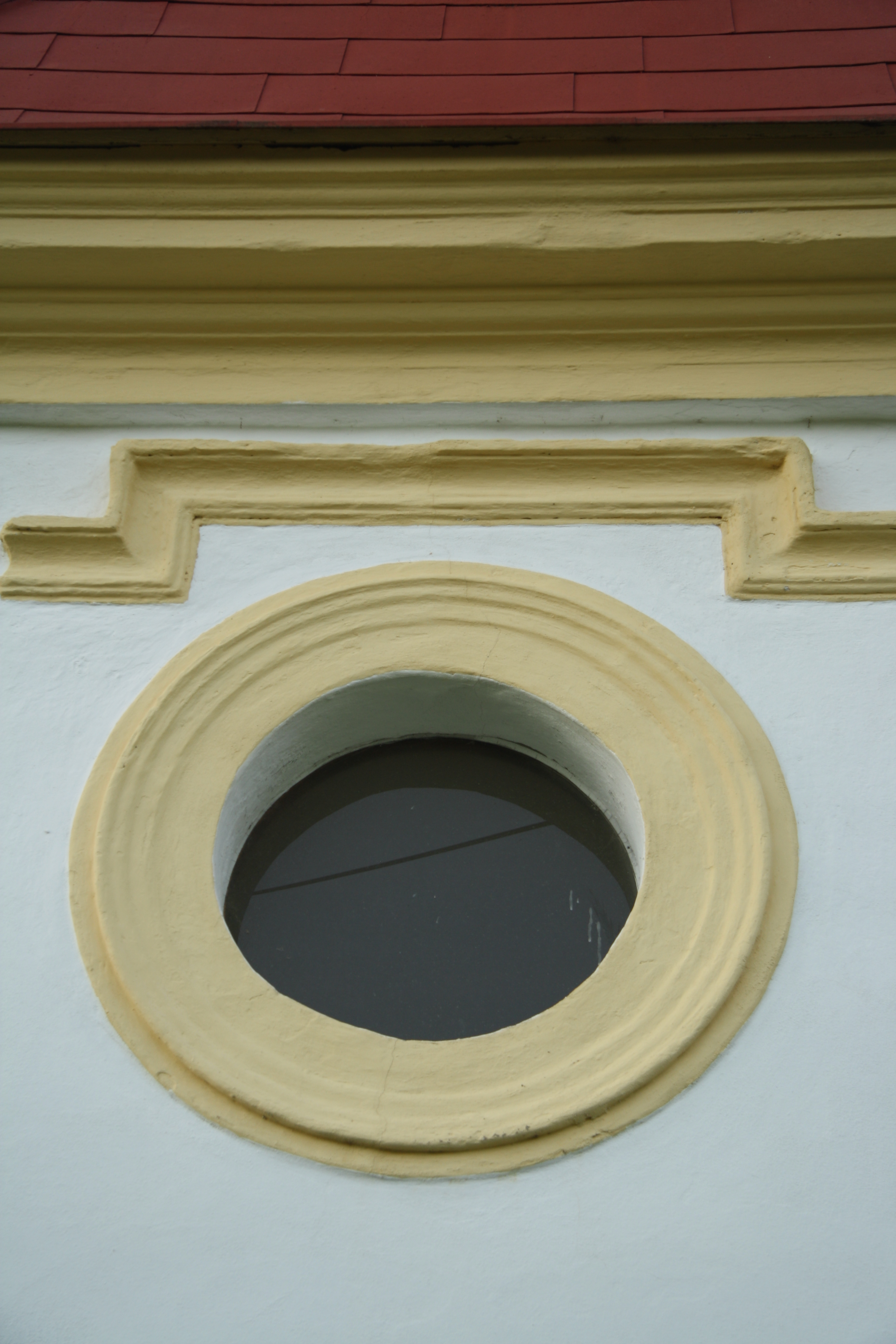
Okno kostela